# Forum Prawnicze
Forum Prawnicze – kwartalnik prawniczy wydawany przez Uniwersytet Jagielloński oraz Fundację Utriusque Iuris.
Kwartalnik powstał w 2010 r. jako forum dla wszystkich przedstawicieli nauk prawnych oraz praktyki prawniczej. Redaktorem naczelnym jest ks. prof. Franciszek Longchamps de Bérier. W latach 2010–2012 był nim prof. Lech Morawski, natomiast w latach 2012–2022 prof. Wojciech Dajczak.
Czasopismo jest indeksowane w wielu krajowych i zagranicznych bazach informacji naukowej. Między innymi w bazie Scopus oraz HeinOnline. Forum Prawnicze publikuje numery w języku polskim i angielskim.